# جون ماكي (سياسي)
جون ماكي هو سياسي أمريكي، ولد في 1771 في مقاطعة روكبريج في الولايات المتحدة، وتوفي في 12 أغسطس 1832 في بوليج في الولايات المتحدة. نشط حزبياً في الحزب الديمقراطي. وقد انتخب عضو مجلس النواب الأمريكي ‏.